# Gai Flavi Fímbria (cònsol)
Gai Flavi Fímbria (en llatí Caius Flavius Fimbria), a qui Ciceró anomena homo novus, va ser un magistrat romà que va ascendir pels seus propis mèrits i talent.
Va ser candidat a tribú, però no en sortí elegit. L'any 105 aC, ja molt més popular per causes desconegudes, va ser candidat al consolat i el poble li va donar la preferència per sobre de Quint Lutaci Catul i, per tant, va ser col·lega de Gai Mari com a cònsol el 104 aC. No se sap quina o quines províncies va governar com a procònsol, però Marc Gratidi el va acusar d'extorsió (repetundae) i Marc Emili Escaure va donar suport a l'acusació, de la qual finalment en va sortir absolt. L'any 100 aC durant la revolta de Saturní, va agafar les armes per defensar l'ordre públic. Ciceró diu d'ell que era bon jurista, clar orador i amb força poder, però massa vehement al parlar.